# Schandflöte

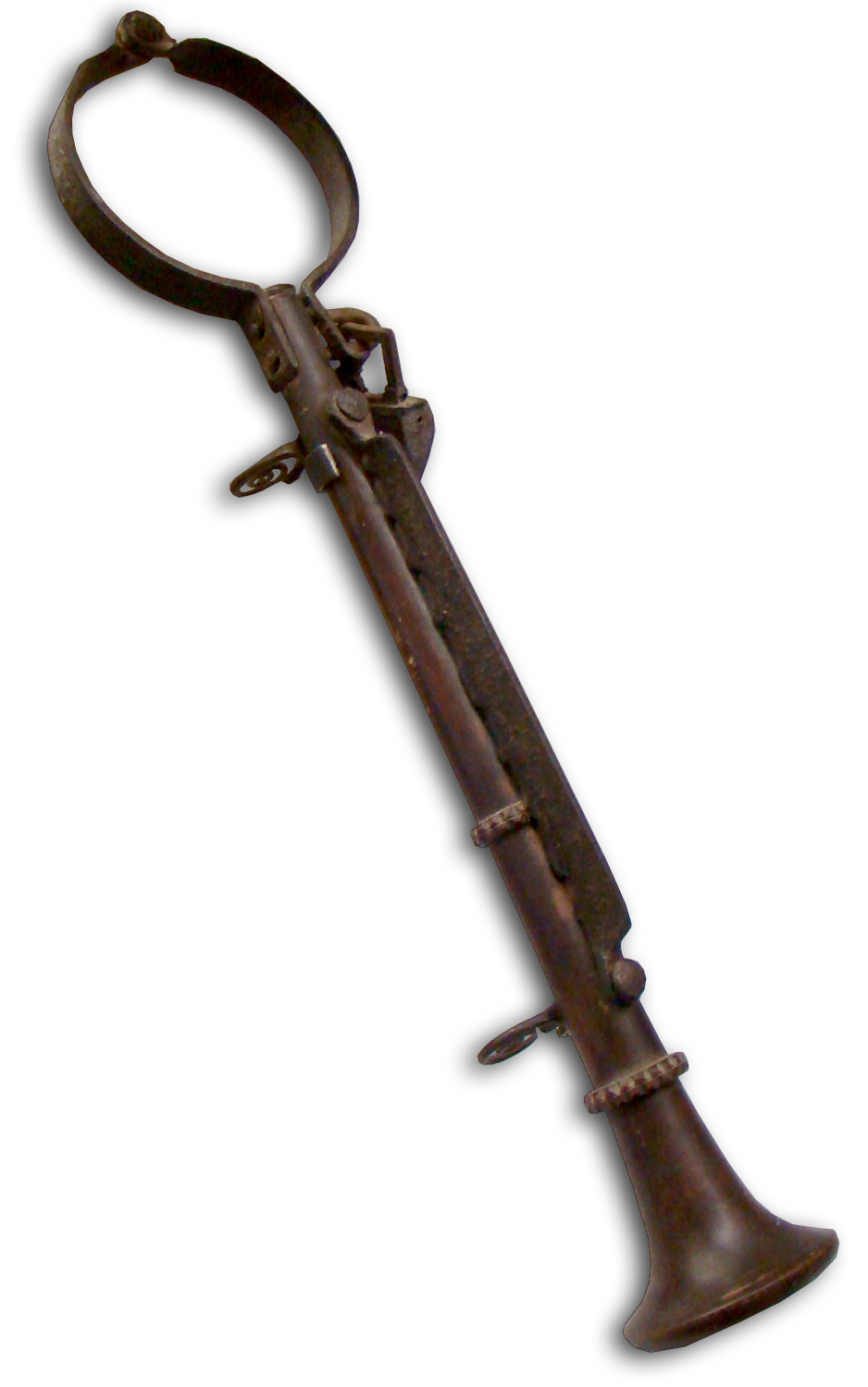
Schandflöte

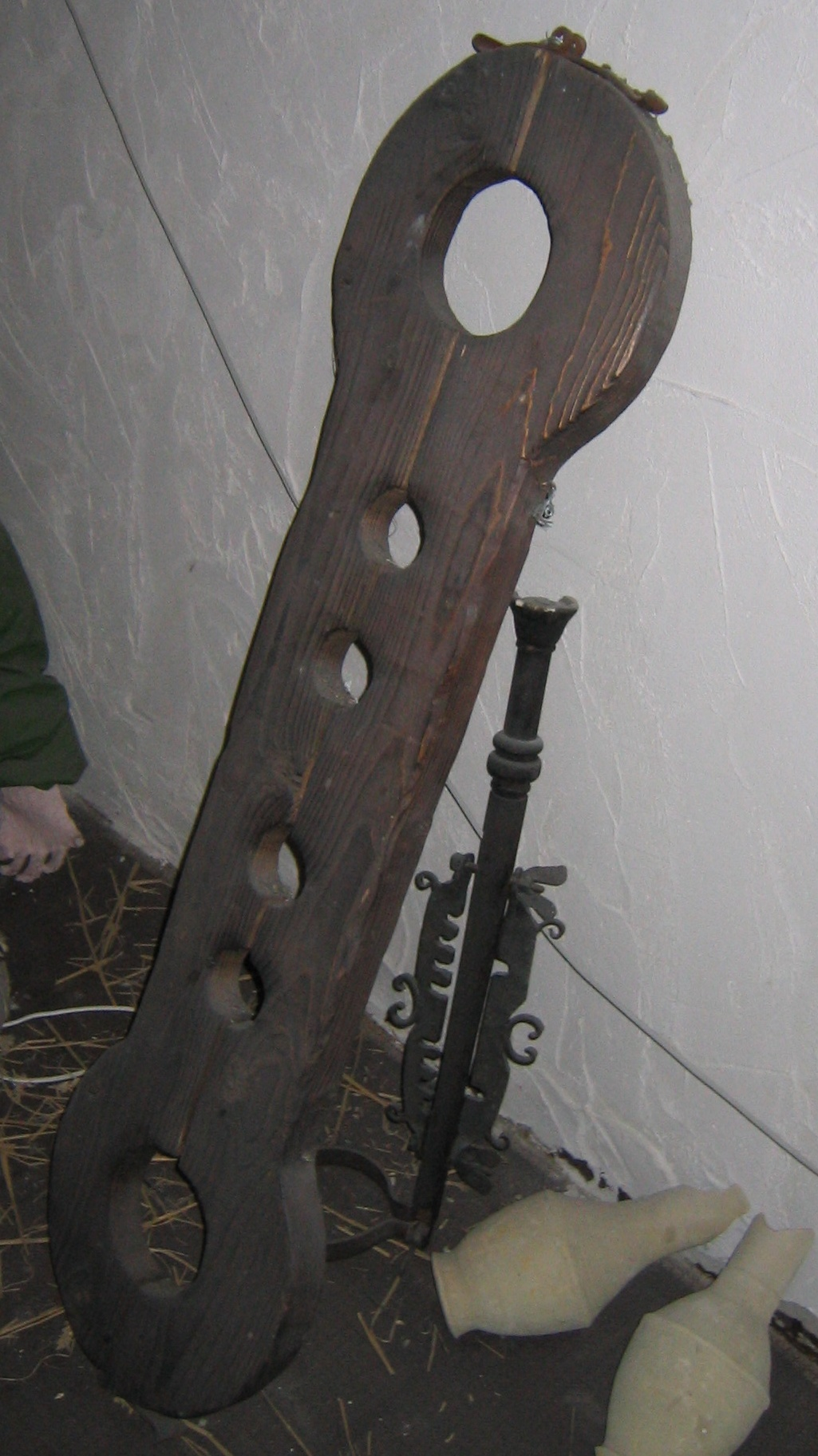
Schandflöte, daneben eine Halsgeige für zwei Personen

Eine Schandflöte war ein mittelalterliches und frühneuzeitliches Prangerinstrument zum Vollzug von Ehrenstrafen.
Die Schandflöte trägt ihren Namen aufgrund der äußeren Ähnlichkeit mit einer Flöte. Der meist mit einem Scharnier versehene Metallring am oberen Ende der aus Holz oder Metall gefertigten Schandflöten wurde um den Hals des Delinquenten gelegt, anschließend wurden dessen Finger in die auf dem „Flöten“-Korpus befindliche Metallzwinge eingespannt. Der sich unter Schmerzen windende Delinquent erweckte dadurch den Eindruck eines aufspielenden Musikers, was ihn besonders dem Spott der Zuschauer aussetzte. Die Schandflöte wird in jüngerer Zeit oftmals als Ehrenstrafe für schlechte Musiker dargestellt, diente aber wie die ebenfalls einem Musikinstrument ähnelnde Halsgeige der Ahndung von unterschiedlichen kleineren Verstößen gegen die Rechtsordnung. 